# Малогошч
Малогошч (пољ. Małogoszcz) је град у Пољској у Војводству Светокришком у Повјату jędrzejowski. Према попису становништва из 2011. у граду је живело 3.990 становника.

## Становништво
Према прелиминарним подацима са пописа, у граду је 2011. живело 3.990 становника.
| 2002. | 2011. | 2012. |
| ----- | ----- | ----- |
| 3.997 | 3.990 | 3.975 |